# Le Monde du silence
Le Monde du silence is een Franse documentairefilm uit 1956. De film is mede geregisseerd door de Franse oceanograaf Jacques-Yves Cousteau en Louis Malle. Het is tevens de eerste film ooit die gebruikmaakte van onderwatercinematografie, waarmee de kijker de wereld onder de zeespiegel in kleur kon bekijken. De titel van de film is afgeleid van het boek uit 1953 Le Monde du silence door Cousteau en Frédéric Dumas.

## Achtergrond
De film werd opgenomen aan boord van het schip Calypso. Cousteau en zijn team werkten twee jaar aan de opnames, en gebruikten hierbij in totaal voor 25 kilometer aan film. Opnames vonden onder andere plaats in de Middellandse Zee, de Perzische Golf, de Rode Zee en de Indische Oceaan.
Le Monde du silence ging in première op het Filmfestival van Cannes. De film werd na uitkomst bekritiseerd vanwege de schade die tijdens de opnames zou zijn toegebracht aan het milieu. Zo is in een scène te zien hoe de crew van de Calypso een school haaien afmaakt die afkwamen op het karkas van een walvis. In een andere scène wordt dynamiet gebruikt om een koraalrif deels op te blazen. Na uitkomst van de film nam Cousteau deze kritiek ter harte en ging zich meer inzetten voor het milieu.

## Prijzen en nominaties
Le Monde du silence was de eerste documentairefilm van Cousteau die een Academy Award voor beste documentaire won. In 1964 won Cousteau er nog een met Le Monde sans soleil.
Le Monde du silence won ook de Gouden Palm. Daarmee was het tot 2004 de enige documentaire die ooit deze prijs had gewonnen. Verder won Le Monde du silence de Prix Méliès van de Franse filmcritici en een NBR Award voor beste buitenlandse film. De film werd ten slotte genomineerd voor een BAFTA Award voor beste documentaire.